# 矽孔雀石
矽孔雀石（英語：Chrysocolla）是一種水合含銅頁矽酸鹽礦物和准礦物，化學式為Cu
2–xAl
x(H
2–xSi
2O
5)(OH)
4•nH
2O (x<1)或(Cu,Al)
2H
2Si
2O
5(OH)
4•nH
2O。
這種礦物的結構受到質疑，因為在2006年的一項光譜研究表明，被認為是矽孔雀石的材料可能是水藍銅礦和玉髓的混合物。

## 歷史
矽孔雀石的英文名來自古希臘語（chrysos）和（kolla），意為“金”和“膠水”，暗指用於焊接黄金的材料的名稱，由泰奧弗拉斯托斯於公元前315年首次使用。

## 地質學
矽孔雀石呈青色（藍綠色），是銅的次要礦石，莫氏硬度為2.5-7。它是一種次生礦物，形成於銅礦體的氧化帶。伴生礦物有石英、褐鐵礦、藍銅礦、孔雀石、赤銅礦和其他次生銅礦。它通常被發現為葡萄狀、圓形團塊和結殼，或礦脈填充物。
在2006年的一項研究提供的證據表明，矽孔雀石可能是水藍銅礦、無定形二氧化矽和水的微觀混合物。

## 珠寶
由於比綠松石更常見，其廣泛的可用性，以及鮮豔、美麗的藍色和藍綠色，自古以來矽孔雀石就被廣泛用作雕刻和裝飾用途的寶石。它經常代替綠松石用於銀器和金器加工，並且相對容易加工和成型。矽孔雀石的莫氏硬度範圍很廣，從2到7，取決於礦物形成時摻入的二氧化矽量。一般來說，深藏青色矽孔雀石太軟，不能用於首飾，而青色、綠色、藍綠色矽孔雀石的硬度可以接近6，與綠松石相似。矽孔雀石玉髓是矽孔雀石的一種高度矽化形式，形成於石英礦床中，非常堅硬，硬度接近7。

## 圖集

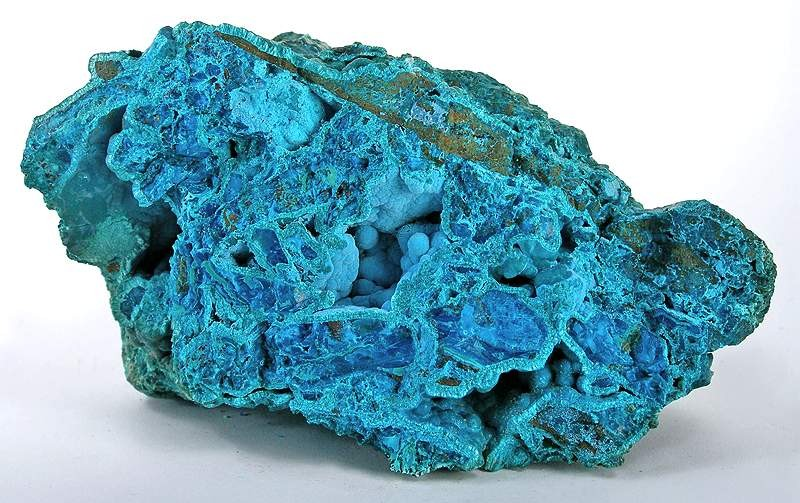
粉藍色的矽孔雀石作為鍾乳石的生長物，在幾乎堅固的銅泡石內的孔洞中形成薄毯，來自智利伊基克省圣西蒙礦（尺寸：14.1 x 8.0 x 7.8 cm）
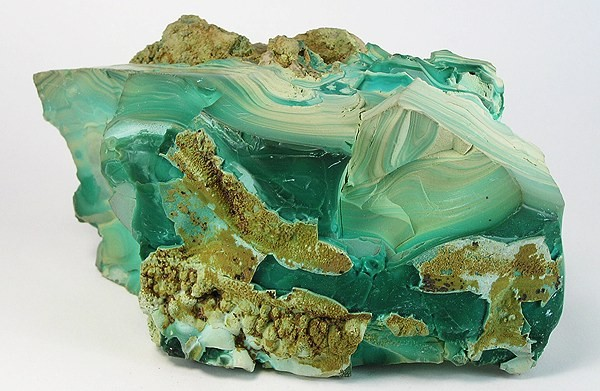
來自美國亞利桑那州比斯比的帶狀白色至藍綠色矽孔雀石（尺寸：12.2 x 5.5 x 5.2 cm）
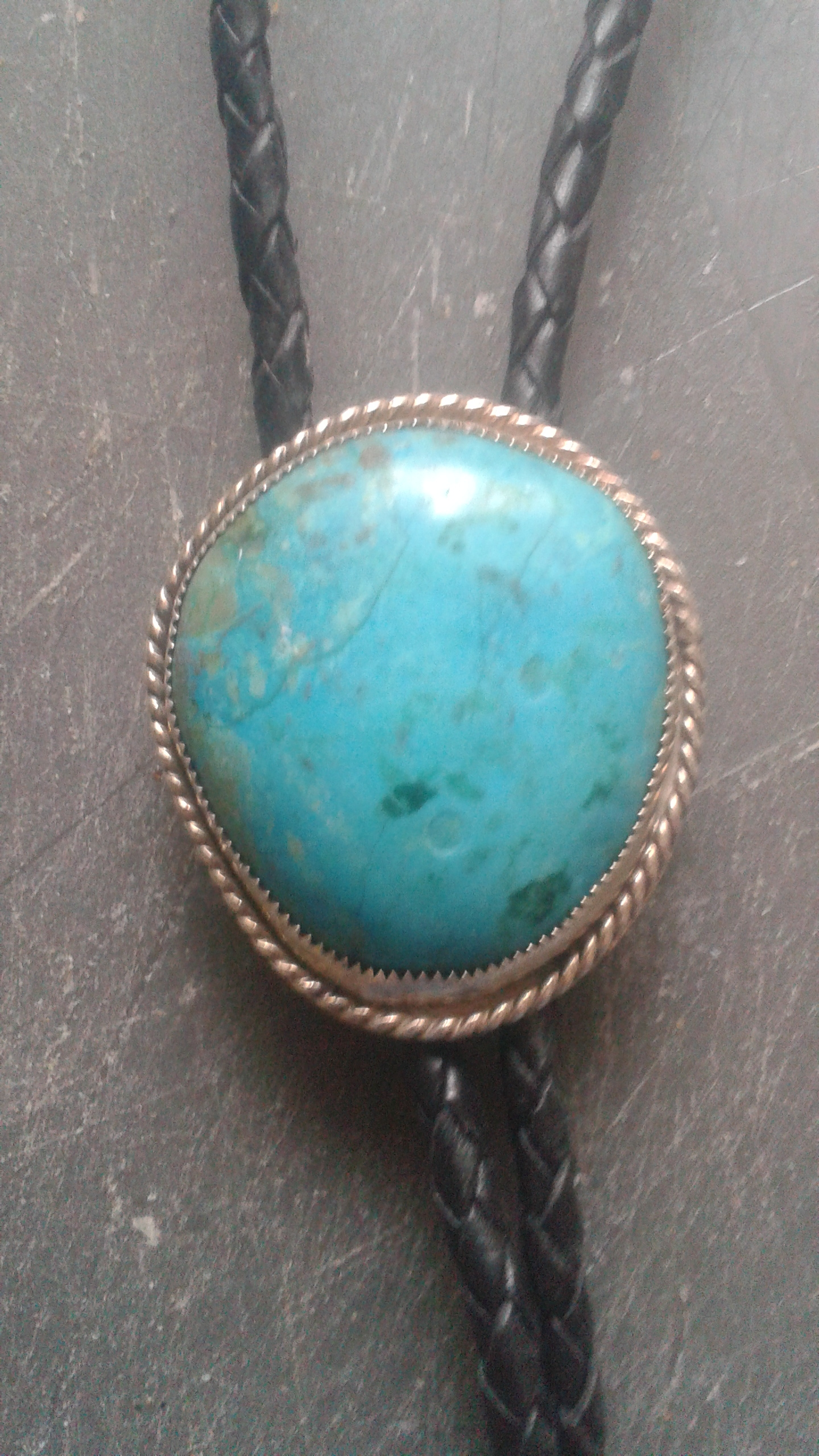
矽孔雀石和銀色波洛領帶，來自美國猶他州西瓦利城賓漢谷峽谷的肯尼科特銅礦